# Cédruslombjáró
A cédruslombjáró (Setophaga townsendi)  a madarak osztályának verébalakúak (Passeriformes) rendjébe és az újvilági poszátafélék (Parulidae) családjába tartozó faj.

## Rendszerezése
A fajt John Kirk Townsend amerikai ornitológus írta le 1837-ben, a Sylvia nembe Sylvia townsendi néven. Sokáig a Dendroica nembe sorolták Dendroica townsendi néven. A tudományos faji nevét leírójáról kapta.

## Előfordulása
Észak-Amerika nyugati részén, Kanada és az Amerikai Egyesült Államok területein fészkel. Telelni délre Mexikó, Costa Rica, Guatemala, Honduras, Nicaragua, Panama, Salvador és Kolumbia területére vonul. Kóborlóként eljut a Bahama-szigetekre és a Turks- és Caicos-szigetekre is. Természetes élőhelyei a tűlevelű és vegyes erdőkben van, télen az esőerdőkbe is eljut.

## Megjelenése
Testhossza 13 centiméter, testtömege 7-10 gramm.
|  |

## Életmódja
Elsősorban rovarokkal táplálkozik, alkalmanként magvakat, bogyókat és nektárt fogyaszt, különösen télen. Az élelmet főleg a lombkorona felső részében szerzi, a talajon inkább télen keresgél.

## Szaporodása
Fészkét szinte kizárólag tűlevelűekre, különösen a fenyőkre és lucfenyőkre rakja. Fészekalja 5-7 tojásból áll.

## Természetvédelmi helyzete
Az elterjedési területe rendkívül nagy, egyedszáma pedig stabil. A Természetvédelmi Világszövetség Vörös listáján nem fenyegetett fajként szerepel.